# McAllen, Teksas
McAllen je grad u američkoj saveznoj državi Teksas. Prema popisu stanovništva iz 2010. u njemu je živjelo 129.877 stanovnika.